# Efraín Dimayuga
Efraín Dimayuga Lorenzo (n. 1 de junio de 1989; Copala, Guerrero) es un futbolista mexicano profesional. Juega como lateral y su equipo actual es el Acapulco FC de la Liga de Balompié Mexicano.

## Trayectoria
Inicios
Se desarrolló desde los 15 años de edad en las fuerzas básicas del Morelia, sin embargo nunca fue promovido al primer equipo michoacano. por lo que tuvo que emigrar de ese club para probarse en otro lado.  
Su debut como profesional se dio defendiendo los colores del Jaguares, fue promovido al primer equipo en el 2009. Su debut en el máximo circuito se dio en el 2010, jugando solo 5 minutos ante Santos Laguna . Permaneció en el club chiapaneco hasta el 2012.
Puebla y Lobos BUAP
Para el Apertura 2012, llega cedido a préstamo al Puebla, sin embargo el jugador vio poca acción con el equipo de la franja. 
Después de no tener los minutos deseados en el Puebla, para el Clausura 2013 el guerrerense se integra a los Lobos BUAP de la Liga de Ascenso, en este club recibió más oportunidad de jugar y permaneció ahí durante los 2 torneos cortos siguientes.
Atlante
En el draft del Apertura 2014, se decidió que el jugador se tendría que mudar a Cancún, para vestir de azulgrana y jugar con el tradicional Atlante FC, equipo recién descendido a la Liga de Ascenso.
Xelaju MC
En el verano de 2016 el equipo guatemalteco Xelaju MC contrata al defensa por recomendación del técnico mexicano Loredo
| Club       | País      | Categoría         | Año        |
| ---------- | --------- | ----------------- | ---------- |
| Jaguares   | México    | Liga MX           | 2010-2012  |
| Puebla     | México    | Liga MX           | 2012       |
| Lobos BUAP | México    | Ascenso MX        | 2013- 2014 |
| Atlante    | México    | Ascenso MX        | 2014- 2015 |
| Xelaju MC  | Guatemala | Liga de Guatemala | 2016       |